# پاول آمبروسی
پاول آمبروسی (اسپانیایی: Paúl Ambrosi‎؛ زادهٔ ۱۴ اکتبر ۱۹۸۰) یک بازیکن فوتبال اهل اکوادور است.
وی همچنین در تیم ملی فوتبال اکوادور بازی کرده‌است.